# Trollius chosenensis
Trollius chosenensis är en ranunkelväxtart som beskrevs av Jisaburo Ohwi. Trollius chosenensis ingår i släktet smörbollssläktet, och familjen ranunkelväxter. Inga underarter finns listade i Catalogue of Life.